# Odontosyllis maculata
Odontosyllis maculata är en ringmaskart som beskrevs av Uschakov in Annenkova 1939. Odontosyllis maculata ingår i släktet Odontosyllis och familjen Syllidae. Inga underarter finns listade i Catalogue of Life.